# Pauline Munier
Pauline Munier est une scénariste française.

## Parcours
Diplômée de La Fémis en 2019, Pauline Munier co-scénarise le long métrage Le Règne animal de Thomas Cailley, sorti en 2023. Le film est issu d’une idée originale qu’elle avait présentée lors de son jury de diplôme, auquel Cailley assistait, et à la suite duquel il lui a proposé une collaboration,. Le film est nommé aux César 2024, notamment dans la catégorie meilleur scénario original.

## Filmographie

### Long métrage
- 2023 : Le Règne animal, co-écrit avec, et réalisé par Thomas Cailley
- 2024 : Les Filles au balcon, coécrit avec Céline Sciamma, Noémie Merlant, et réalisé par Noémie Merlant

### Courts métrages
- Perfect Body, réalisé par Jessica Puppo
- Les Fils uniques, réalisé par de Téo Sizun